# Europese bidsprinkhaan
De Europese bidsprinkhaan (Mantis religiosa) of grote bidsprinkhaan is een insect uit de orde bidsprinkhanen en behoort tot de familie Mantidae.

## Uiterlijke kenmerken
Het vrouwtje van de Europese bidsprinkhaan kan een lichaamslengte bereiken van 7,5 centimeter. Het mannetje is kleiner en heeft antennes die een derde van de lichaamslengte bedragen. Het vrouwtje heeft relatief korte antennes in tegenstelling tot het mannetje. Beide geslachten hebben vleugels maar gebruiken deze vrijwel nooit. Soms vliegt het mannetje wel als hij op zoek is naar een vrouwtje om mee te paren.
De kleur van de Europese bidsprinkhaan is helgroen tot donkerbruin. De vanghaken aan het uiteinde van de voorste ledematen zijn meestal rood gekleurd.

## Voorkomen
Vaak kan de Europese bidsprinkhaan gespot worden op grashalmen. Hij zit dan vaak roerloos te wachten op zijn prooi.
Deze soort komt voor in Europa en in het zuiden rond het Middellandse Zeegebied is het een algemene soort.
In 2009 werd hij voor het eerst in Nederland waargenomen. Pas in 2023 werden voor het eerst in Nederland jonge bidsprinkhanen en eitjes aangetroffen. Dat gebeurde in Nationaal Park De Meinweg in de provincie Limburg. Daarmee werd vastgesteld dat het insect zich in Nederland voortplant. In het zuiden van België is deze soort op enkele plaatsen aangetroffen, maar zeer zelden.

## Voortplanting

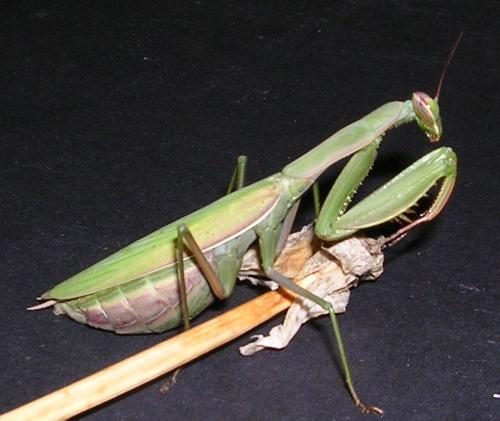
Zwanger vrouwtje

Het paren kan enkele uren duren. Het mannetje van de Europese bidsprinkhaan heeft in de liefde weinig geluk. Hij wordt direct na de bevruchting van de eieren door het vrouwtje vastgegrepen en opgepeuzeld. Dit doet ze omdat ze extra voedingsstoffen nodig heeft om de eieren te ontwikkelen. Hierna zet het vrouwtje meerdere eipakketjes af aan de onderzijde van stenen. Deze verhardden en pas na enkele weken komen de larven uit. Het verharde eipakketje lijkt erg op een miniatuur hooimijt.

## Voedsel
De Europese bidsprinkhaan is een geduchte rover die jaagt in struiken en andere laag groeiende vegetatie. Hij voedt zich met een uiteenlopende verscheidenheid van soorten insecten en andere geleedpotigen, waaronder ook tamelijk grote individuen. Dit zijn met name vliegen, maar ook hommels, bijen en spinnen.

## Etymologie
In rust worden de voorpoten tegen elkaar gevouwen dat doet denken aan gebed. Dit verklaart de Nederlandse naam bidsprinkhaan en ook de wetenschappelijke naam Mantis religiosa. Ook in veel andere talen heeft het insect een dergelijke naam.